# Norman Wingate Pirie
Norman Wingate Pirie, britanski biokemik in virolog, * 1. julij 1907, † 29. marec 1997.
Soodkril je dejstvo, da se lahko virus kristalizira z izolacijo virusa mozaika tobaka, kar je pripomoglo k raziskovanju DNA in RNA.